# Кастој (Белуно)
Кастој (итал. Castoi) је насеље у Италији у округу Белуно, региону Венето.
Према процени из 2011. у насељу је живело 285 становника. Насеље се налази на надморској висини од 401 м.